# Hans Fechter
Hans Fechter (* 26 de mayo de 1885 en Elbing; † 4 de julio de 1955 en Berlín) fue un marino alemán, que durante la Primera Guerra Mundial fue ingeniero jefe en el submarino S.M. U 35, el más exitoso de la historia de la guerra submarina, y fue el primer ingeniero técnico de la Armada alemana que alcanzó el empleo almirante.

## Vida
Hans Fechter nació en el seno de una familia con gran tradición en la vida civil y artesanal. Su padre era comerciante de madera y su familia trabajaba activamente en el mundo de la construcción naval. Su bisabuelo había fundado un astillero en 1806. Muchos parientes del joven Hans Fechter fueron marineros. Su hermano mayor era el crítico teatral y redactor Paul Fechter.
A consecuencia de un incendio, el padre de Fechter cayó en 1898 en una crisis financiera y la familia tuvo que mudarse a Osterode am Haz. Tras la prematura muerte del padre, Fechter tuvo que suspender sus estudios y regresar a Elbing, donde por mediación de uno de sus tíos, comenzó a formarse como ajustador en el astillero F. Schichau. En ese marco formativo tuvo Fechter sus primeros contactos con la Marina Imperial alemana, ya que en el astillero de formación se construían también torpederos.
Al terminar su formación, Fechter ingresó el 1 de octubre de 1905 en la Marina Imperial en Wilhelmshaven como aspirante a ingeniero naval.
Las etapas de sus siete años de estudios de ingeniero naval fueron:
- Formación básica del 1 de octubre de 1905 al 31 de marzo de 1906
- Navío de línea S.M.S. Kaiser Wilhelm der Große - 1 de abril de 1906 al 15 de octubre de 1906
- Torpedero S 122 - 16 de octubre de 1906 hasta 15 de diciembre de 1906
- Curso de introducción al arma de torpedos - 16 de diciembre de 1906 al 25 de marzo de 1907
- Torpedero G 134 - 26 de marzo de 1907 al 3 de abril de 1907
- Navío de línea S.M.S. Kaiser Barbarossa - 4 de abril de 1907 al 13 de agosto de 1908
- Escuela de Ingeniería de la Armada - 14 de agosto de 1908 al 12 de septiembre de 1909
- Torpedero G 170 - 13 de septiembre de 1909 al 9 de septiembre de 1910
- Navío de línea S.M.S. Pommern - 10 de septiembre de 1910 al 30 de septiembre de 1912
- Escuela de Ingeniería de la Armada - 1 de octubre de 1912 al 30 de septiembre de 1913.

Con fecha 30 de octubre de 1913 fue ascendido a Ingeniero de Marina, tras lo que siguió un entrenamiento de 10 meses en submarinos. En agosto de 1914 Fechter sirvió durante dos semanas a bordo del navío de línea S.M.S. Wittelsbach. El 17 de agosto fue destinado al arma submarina.
Tras estallar la guerra, Fechter quedó como Ingeniero jefe del S.M. U 35 del 3 de noviembre de 1914 al 18 de enero de 1917, jugando un papel decisivo en los éxitos de ese submarino.
En la estructura jerárquica de la Marina Imperial estaban los oficiales ingenieros que habían seguido una formación técnica muy por debajo de los oficiales navales, que con mucha frecuencia procedían de dinastías militares, a pesar de que estos solían estar peor formados. Los oficiales navales obtenían muchas veces rangos y reconocimientos en razón de su origen. En cambio, los oficiales de máquinas normalmente solo lograban obtener reconocimientos gracias a rendimientos extraordinarios. Aun así, Fechter fue condecorado con la Cruz de Caballero de la Casa Real de los Hohenzollern con Espadas. Fechter y el ingeniero jefe Rhinow, del S.M. U 57, fueron los únicos oficiales ingenieros navales que en la Primera Guerra Mundial recibieron tan alta condecoración.
Tras su destino en el S.M. U 35 , Fechter participó en 1917 en la construcción de los submarinos S.M. U 107 y S.M. U 139. En agosto de 1917 fue también Ingeniero Jefe del S.M. U 107. Cuando el teniente de navío Lothar von Arnauld de la Perière dejó el mando del S.M. U 35 y asumió el 3 de diciembre de 1917 el del submarino-crucero S.M. U 139, Fechter le siguió en mayo de 1918. La única patrulla del mayor U-Boot de la Marina Imperial tuvo que ser interrumpida prematuramente tras una colisión con un barco enemigo y por el comienzo de las negociaciones conducentes al armisticio de noviembre de 1918.
Tras la guerra, Fechter fue admitido en la Reichsmarine y estudió en la Escuela Técnica Superior de Charlottenburg . También desarrolló actividades literarias y por ejemplo publicó el libro: In der Alarmkoje von U 35.
En 1925 Fechter fue ingeniero jefe del crucero ligero Emden, en cuya construcción y pruebas había participado como consejero. Luego ingeniero de estado mayor y miembro de la Comisión de Prueba de Nuevas Construcciones Navales. Tras ascender a capitán de navío (técnico) fue ingeniero de la flota en Kiel.
Sin duda la mayor contribución de Fechter en entreguerras fue lograr la equiparación formal de los oficiales ingenieros con los navales y reformar la formación técnica en la Armada. Fechter tuvo que armarse de paciencia para superar los prejuicios de la conservadora dirección naval bajo Erich Raeder.
El 1 de octubre de 1935 fue ascendido a contraalmirante (técnico) y se hizo cargo de la jefatura de la Inspección de Máquinas Naval que él mismo inició Wilhelmshaven. En 1937 fue ascendido a vicealmirante (técnico) y el 31 de diciembre de 1939 Hans Fechter se retiró con el empleo de almirante (técnico). Fue el primer oficial ingeniero-técnico que alcanzó ese rango. Durante la Segunda Guerra Mundial trabajó en Berlín para el consorcio Hugo Stinnes.
Tras el fin de la guerra en 1945, Fechter volvió a dedicarse a la literatura, ocupándose de las relaciones entre el Cristianismo y la técnica moderna, escribiendo bajo el seudónimo de Hans Christoph una novela grotesca de ciencia ficción y sus memorias.
Tras una larga enfermedad grave, Hans Fechter murió el 4 de julio de 1955 en Berlín.
|  |  |

## Condecoraciones
- Caballero de la Cruz de la Casa Real de los Hohenzollern con Espadas[1]
- Cruz de Hierro (1914) de 2.ª y 1.ª Clase[1]
- Medalla Militar de Submarinos (1918)[1]
- Medalla Liakat de Plata[1]
- Media Luna de Hierro[1]
- Medalla de Servicios de la Wehrmacht de 4.ª a 1.ª Clase